# 佐藤友之
佐藤 友之（さとう ともゆき、1936年 - ）は、日本のジャーナリスト。
群馬県生まれ。東京経済大学卒業。安保闘争に敗れ、大学卒業後職を転々とし、フリーライターとなる。60年代の末、詩集『旅からのレポート』を上梓し、以後著書多数。『金田一耕助さん、あなたの推理は間違いだらけ』が人気があるほか、警察捜査・冤罪・死刑存廃問題など人権問題で著書多数。

## 著書
- 序説・日常生活の拠点 他人の街社 1971
- 死に急ぐ若者たち 青春の光と影を追って エール出版社 1972
- 野たれ死の思想 エール出版社 1972
- はぐれゆく若者たち 異邦人の思想 青年書館 1973
- 時間欠乏症からの脱出 ホーチキ商事出版部 1973
- あ丶青春自殺考 青年書館 1974
- はぐれゆく青春 青年に未来はあるのか? 青年書館 1974
- 金田一耕助さん・あなたの推理は間違いだらけ! 1-2集 青年書館 1978
- ドキュメント精神鑑定 批評社 1979.10
- 別件逮捕 警察捜査の実態 三一書房 1981.4
- ルポルタージュ児童精神病棟 批評社 1981.5
- ドキュメント警察捜査の恐怖 検察・警察の行き過ぎ捜査に市民が押しつぶされるとき… 青年書館 1982
- 弁護士の内幕 三一新書 1982.10
- 私の「冤罪」闘争記 「弘前大学教授夫人殺し事件」と那須隆 青年書館 1982.9
- 私はこうして犯人にされた 私の冤罪闘争記 弘前大学教授夫人殺し事件と那須隆 青年書館 1983.9
- つくられた殺人犯 六甲山（殺人死体遺棄）事件 現代書林 1983.12
- 警察官の犯罪 三一書房 1984.10
- ロボトミー殺人事件 いま明かされる精神病院の恐怖 ローレル書房 1984.7 (エポック・メーカー)
- 教師の犯罪 東京法経学院出版 1985.10 (犯罪ドキュメントシリーズ)
- 夢の屍 無尽蔵殺人事件の謎を追う 立風書房 1985.4
- ねらわれたドライバー キミも逮捕される 青峰社 1986.7
- 虚構の報道 犯罪報道の実態 三一新書 1987.3
- 「情緒障害児」がつくられる 三一新書 1987.12
- 犯罪は警察でつくられる これでいいのか警察捜査 三一新書 1988.10
- 写真物語・憲法入門 青年書館 1988.5
- ドキュメント 幸福な遺産相続とは何か 中経出版 1990.2
- 死刑と無期の間 山中湖畔連続殺人事件 三一書房 1991.2
- 日本の監獄 獄中処遇の実態 三一書房 1992.4
- 死刑囚の一日 現代書館 1992.6
- 逮捕・拘禁セキュリティ 被疑者・被告人・受刑者たちの人権 緑風出版 1993.6 (プロブレムQ&A)
- 死刑囚の妻 現代書館 1993.10
- 犯罪報道と精神医学 現代魔女狩り論 三一新書 1993.3
- 死刑の日本史 歴史を通して何がみえてくるか 三一新書 1994.8
- 知っておきたい弁護士活用法 日本放送出版協会 1994.10
- 交通事故で損をしない100カ条 おこしたとき、あったとき 講談社+α文庫 1995.1
- 図説死んだらいくらかかるか お葬式の諸事情入門 講談社+α文庫 1995.6
- 江戸の流刑囚近藤富蔵 三一書房 1995.11
- さあ、死刑について話し合おう メディア・ルネッサンス 1996.2
- 死刑囚のうた 現代書館 1996.9
- 江戸町奉行 支配のシステム 三一新書 1998.2
- 生命の値段 ビレッジセンター出版局 1998.3
- 松本清張 清張と戦後民主主義 三一書房 1999.11 (三一「知と発見」シリーズ)
- 「法治国家」幻想 学文社 1999.4
- 昭和天皇下の事件簿 現代書館 2001.4
- 自力解決!!ご近所トラブル対応術 講談社+α文庫 2001.2
- ニッポン監獄事情 塀の向こうの閉じられた世界 平凡社新書 2002.8
- 死刑と宗教 現代書館 2002.8
- これでいいのか日本の裁判 平凡社新書 2004.4
- 海外旅行の知恵と哲学 一カ所にせめて一週間は居たい あなたなら、このヒントでわかるはず! 三五館 2005

## 共編著
- 東大閥 山田邦紀、大場久詮共著 エール出版社 1972
- 冤罪の戦後史 真壁昊共著 図書出版社 1981.3
- 代用監獄33人の証言（編著）三一書房 1989.5
- オウム事件と日本の宗教 対談捜査・報道・宗教を問う 遠藤誠共著 三一新書 1996.10